# Makirahoningvogel
De makirahoningvogel (Dicaeum tristrami) is een zangvogel uit de familie Dicaeidae (bastaardhoningvogels).

## Verspreiding en leefgebied
Deze soort is endemisch op de zuidoostelijke Salomonseilanden.